# Mélanie Gaubil
Mélanie Gaubil (4 de octubre de 1997) es una deportista francesa que compitió en tiro con arco, en la modalidad de arco recurvo. Ganó una medalla de plata en el Campeonato Europeo de Tiro con Arco al Aire Libre de 2018, en la prueba de equipo mixto.

## Palmarés internacional
| Campeonato Europeo al Aire Libre | Campeonato Europeo al Aire Libre | Campeonato Europeo al Aire Libre | Campeonato Europeo al Aire Libre |
| Año                              | Lugar                            | Medalla                          | Prueba                           |
| -------------------------------- | -------------------------------- | -------------------------------- | -------------------------------- |
| 2018                             | Legnica (Polonia)                | Medalla de plata                 | Equipo mixto                     |